# 和崎春日
和崎 春日（わざき はるか、男性、1949年10月4日 - ）は、日本の文化人類学・民俗学者、京都精華大学、中部大学客員教授・前中部大学民族資料博物館館長。名古屋大学および中部大学の名誉教授。

## 来歴・人物
京都府京都市に生まれる。慶應義塾大学文学部卒業後、同大学院社会学研究科に進み、1978年に博士課程を満期退学する。
1980年に神奈川大学専任講師となり、助教授（1982年）を経て、1988年に教授に就任した、1990年に日本女子大学国際関係学部に移り、1999年に名古屋大学文学研究科教授となる。この間、1994年に「大文字祭礼の都市人類学的研究 左大文字を中心として」で慶應義塾大学より博士（社会学）の学位を取得した。
2009年に名古屋大学を定年で退任し、中部大学国際関係学部教授となる。また、2011年からは中部大学民族資料博物館館長を務めた。 館長は2017年春に退任。
2019年からは中部大学国際関係学部客員教授に変わり、2023年に退任して、名誉教授となる。2023年からは京都精華大学の特別研究員、同大学アフリカ・アジア現代文化研究センター顧問を務める。

## 著書

### 単著
- 『左大文字の都市人類学』弘文堂 1987年
- 『大文字の都市人類学的研究 左大文字を中心として』刀水書房, 1996年

### 編著
- 『アフリカの都市的世界』（嶋田義仁・松田素二と共編）世界思想社、2001年
- 『響きあうフィールド躍動する世界』刀水書房，2020年

### 監修
- 『祭・芸能・行事大辞典』（小島美子・三隅治雄・宮家準・宮田登と共監修）朝倉書店、2009年 ISBN 978-4254500134

## 親族
実父は社会人類学者の和崎洋一、実兄はWOWOW代表取締役会長の和崎信哉。